# Det Frugtbringende Selskab
Det Frugtbringende Selskab (ty. Die Fruchtbringende Gesellschaft, lat. societas fructifera) var et tysk litterært selskab grundlagt 1617 i Weimar af tyske lærde og adelsfolk, en efterligning af lignende grupperinger som Accademia della Crusca i Firenze. Der opstod også sådanne selskaber i Frankrig og England. Selskabets hovedformål var at standardisere det tyske sprog som et folkeligt sprog og fremme dets anvendelse som lærd og litterært sprog.
Det kendes også som Palmenorden, "Palmeordenen", fordi dets emblem var den dengang eksotiske "frugtbærende" kokospalme.
"Som sprogforsker hørte Peder Syv til en lille kreds af danske
mænd, som, delvis under indflydelse af dette
"frugtbringende selskab", Opitz og
Harsdorffer, begyndte at virke for modersmålets
ret."